# شجاع بیات ماکو
شجاع بیات ماکو سیاست‌مدار ایرانی بود، که در  دوره نوزدهم  بعنوان نماینده حوزه انتخابیه سلماس، خوی و ماکو در مجلس شورای ملی حضور داشت.